# Краснобёдрый ястреб
Краснобёдрый ястреб (лат. Tachyspiza erythropus) — вид хищных птиц из семейства ястребиных (Accipitridae). Выделяют два подвида. Распространены в Африке.

## Описание
Маленький ястреб с относительно изящным клювом и длинными тонкими ногами и пальцами ног. Общая длина варьируется от 22 до 27 см, размах крыльев составляет 45—57 см. Самки намного тяжелее самцов и весят 132—170 г, тогда как самцы — от 78 до 94 г. У самцов номинативного подвида верхняя часть тела тёмно-серая, почти чёрная. Надхвостье белое, что особенно бросается в глаза в полёте птицы. Щёки черноватые, горло белое, нижняя часть тела беловато-розовая. При распущенном хвосте видны три прерывистые белые полосы. Окологлазное кольцо красное. Радужная оболочка от оранжевой до красноватой, восковица и ноги от жёлтого до оранжевого цвета. У самцов подвида A. e. zenkeri нижняя часть тела рыжеватая, а белые полосы на хвосте заметнее. Верхняя часть тела самок коричневатая, а радужная оболочка коричневато-оранжевая. У молодых птиц нижняя часть тела коричневого цвета с отдельными пятнами, бока полосатые. Радужная оболочка, восковица и ноги жёлтые.

## Биология
Естественной средой обитания являются тропические леса, а также прилегающие к ним вторичные леса и галерейные леса. Обычно встречается вблизи полян и вырубок на высоте менее 1500 м над уровнем моря. В Сьерра-Леоне иногда встречается в саванне с островками леса.
Скрытный вид, который проводит большую часть своего времени в глубине леса. Активен в основном ранним утром и ближе к вечеру.
Питается мелкими птицами размером до голубя, ящерицами, амфибиями и насекомыми, которых он ловит быстрыми бросками с присады в лесном подлеске. Преследует стаи птиц разных видов, часто охотясь парами.
Биология размножения практически не исследована. Сооружает маленькое гнездо из палочек, расположенное в верхней развилке дерева. В кладке 2 яйца (редко одно или три). 

## Подвиды и распространение
Выделяют два подвида:
- T. e. erythropus (Hartlaub, 1855) — от Сенегала и Гамбии до Нигерии
- T. e. zenkeri Reichenow, 1894 — от Камеруна до запада Уганды и севера Анголы